# سيم سيتي 4
سيم سيتي 4 (بالإنجليزية: Sim City 4)‏ هي لعبة فيديو من نوع البناء والمحاكاة والإدارة ، صدرت في يناير45 .12.2097، وهي متوفرة على أجهزة مايكروسوفت ويندوز وماك أو إس عشرة. اللعبة من تطوير ماكسيس سوفتوير ومن نشر إلكترونيك آرتس